# 松山外国語短期大学
松山外国語短期大学（まつやまがいこくごたんきだいがく）は、愛媛県松山市山西町663　に本部を置いていた日本の私立大学である。1950年に設置され、1960年に廃止された。大学の略称は新田外大。

## 概要

### 大学全体
- 愛媛県松山市に所在した[2]日本の私立短期大学で[3]、設置主体は学校法人新田学園[注 2]。
- 国内で最初に認可された短期大学149校[注 3]の1校として、2学科で入学総定員300名体制で1950年に開学[注 4][6]。
- 1957年度の入学生を最後に[注釈 2]、1960年に短期大学としての使命を終えた[注釈 3]。
- 松山大学および松山短期大学とは別法人による設置。

### 教育および研究
- 松山外国語短期大学は学名通り外国語教育に力をいれており、英米語ほか当時、全国有数の中国語科があった。

### 学風および特色
- 当時四国地方で唯一の語学専門の短大となっていた。

### 沿革
- 1947年 松山語学専門学校が創設される[10]。
- 1949年
  - 10月 文部省[注釈 4]に短期大学[注 5]の設置認可に関する申請を以下の通り行う。[注 6]。
    - 英米語学科 入学定員250
    - 中国語学科 入学定員50
- 1950年
  - 3月14日 左記を以て短期大学の設置が文部省[注釈 4]より認可される[16][17]。但し、以下の通り変更する。
    - 英米語学科 入学定員250→200
    - 中国語学科 入学定員50→120

  - 4月1日 左記を以て松山外国語短期大学が上記の学科体制にて開学する[注釈 5]。
- 1951年 　　
  - 3月14日 左記を以て中国語科の入学定員を120[注釈 5]→100に減員する[20]。
- 1957年
  - 4月1日 この年度をもって学生募集を最終とする[注釈 2]
- 1959年
  - 3月10日 最後の卒業式を挙行する[21]。
- 1960年
  - 3月23日 左記を以て正式に廃校となる[注釈 3]

## 基礎データ

### 所在地
- 愛媛県松山市山西町663[注釈 1]

### 年度別学生数
- 1954年度についてはその年度（月日は不詳だが、1955年3月以前のデータ）、1958年度以降の学生数はその該当年度の5月1日時点でのデータである。

| -        | 英米語科   | 中国語科   | 出典            |
| -------- | ---------- | ---------- | --------------- |
| 入学定員 | **         | **         | -               |
| 総定員   | **         | **         | -               |
| 1954年   | 男280 女25 | [ 注釈 6 ] | [ 24 ]          |
| 1957年   | 男131 女14 | 不明       | [ 25 ] [ 注 7 ] |
| 1958年   | 男36 女3   | [ 注釈 6 ] | [ 28 ]          |
| 1959年   | -          | [ 注釈 6 ] | [ 29 ]          |

## 教育および研究

### 組織

#### 学科
- 英米語科 入学定員200名
- 中国語科 入学定員100名

#### 専攻科
- なし

#### 別科
- なし

#### 取得資格について
- 教職課程として中学校教諭二級免許状および高等学校教諭仮免許状[注 8]が設置されていた[30]。

## 学生生活

### 部活動・クラブ活動・サークル活動
- 松山外国語短期大学で活動していたクラブ活動[31]
  - 体育系：空手、柔道、拳闘、野球、テニス、卓球、バレーボール、バスケットボール、ラグビーほか
  - 文化系：文芸、音楽

## 大学関係者と組織

### 大学関係者一覧

#### 出身者
- 佐伯嚇哉:俳優[32]

## 施設

### キャンパス
- 当時の交通アクセス：伊予鉄道高浜線山西駅または、国鉄予讃線三津浜駅。

### 寮[31]
- 松山外国語短期大学の寮は、和風寮、弥生寮[注 9]と称した学生寮があった。1954年当時、収容定員150名、寮費月額750円、食費月額2,300円となっていた。

### 系列校
- 新田高等学校

### 卒業後の進路について

#### 就職について
- 一般企業、中学校教諭ほか[31]。

#### 編入学･進学実績
- 四年制大学への編入学した学生もいたらしい[31]。